# Кутирева
Ку́тирева (рос. Кутырева) — присілок у складі Голишмановського міського округу Тюменської області, Росія.
Населення — 37 осіб (2010, 51 у 2002).
Національний склад станом на 2002 рік:
- росіяни — 92 %